# 石川県出身の人物一覧
石川県出身の人物一覧（いしかわけんしゅっしんのじんぶついちらん）は、ウィキペディア日本語版に記事が存在する石川県出身の人物の一覧表である。旧加賀国および旧能登国の出身者も合わせて記述する。1876年から1881年までの間、石川県であった旧越前国（嶺北）の出身者に関しては、「Category:福井県出身の人物」、「福井県出身の人物一覧」を参照。

## 公人

### 立法

#### 首相・衆議院議長経験者
- 林銑十郎（第33代内閣総理大臣）：金沢市
- 阿部信行（第36代内閣総理大臣）：金沢市
- 森喜朗（第85・86代内閣総理大臣）：能美市（旧根上町）
- 益谷秀次（第46代衆議院議長）：鳳珠郡能登町

#### 衆議院議員
- 中橋徳五郎：金沢市
- 永井柳太郎：金沢市
- 小竹凱：金沢市

【石川県全県区・1946年】
- 米山久（石川県初の女性国会議員）：金沢市
- 竹田儀一（鈴木商店支配人秘書）：
- 五坪茂雄：
- 江川為信：金沢市
- 殿田孝次：

【石川県第1区 (中選挙区)】
- 井村徳二：（衆議院議員、参議院議員、大和社長）
- 坂田英一：加賀市
- 岡良一：（衆議院議員、金沢市長）
- 梨木作次郎：白山市
- 井村重雄（衆議院議員、金沢市長）：
- 桂木鉄夫：金沢市
- 嶋崎譲：小松市
- 奥田敬和：白山市（旧美川町）

【石川県第2区 (中選挙区)】
- 桜井兵五郎
- 青山憲三
- 佐藤実
- 喜多壯一郎
- 南好雄：志賀町
- 大森玉木：七尾市
- 稲村佐近四郎：羽咋市
- 坂本三十次：穴水町
- 瓦力：七尾市

【小選挙区制（1996年）導入後】
- 奥田建（石川県第1区）：金沢市
- 佐々木紀（石川県第2区）：能美市（旧根上町）
- 近藤和也（石川県第3区）：中能登町
- 北村茂男（石川県第3区）：輪島市
- 西田昭二（石川県第3区）：七尾市
- 桑原豊（比例代表）：七尾市
- 田中美絵子（比例代表、金沢市議会議員）：金沢市
- 松平浩一（比例代表）：金沢市

#### 参議院議員
- 林屋亀次郎（石川県選挙区、丸越百貨店・北陸鉄道社長、大和・エフエム東京会長）：金沢市
- 任田新治（石川県選挙区）：
- 安田隆明（石川県選挙区）：
- 嶋崎均（石川県選挙区）：小松市
- 沓掛哲男（石川県選挙区、衆議院議員）：金沢市
- 粟森喬（石川県選挙区）：
- 一川保夫（石川県選挙区、衆議院議員）：小松市
- 岡田直樹（石川県選挙区）：金沢市
- 山田修路（石川県選挙区、水産庁長官）：加賀市
- 宮本周司（石川県選挙区）：能美市（旧：辰口町）出身
- 石本茂（参議院全国区）（初の女性国会議員）：小松市
- 石川弘（比例代表）（農林水産事務次官）：
- 有村治子（比例代表）:

#### 石川県知事
- 柴野和喜夫（石川県知事（公選制初代知事）、滋賀県知事（官選）、参議院議員）：
- 田谷充実（石川県知事（公選制二代知事））:能美市

#### 石川県以外の選挙区で当選
- 平出喜三郎 (初代)（衆議院議員）: 加賀市
- 平出喜三郎 (2代)(衆議院議員) :加賀市
- 山崎延吉（衆議院議員）：金沢市
- 石黒武重（衆議院議員）：金沢市
- 小川半次（衆議院議員）：かほく市（旧高松町）
- 森島守人（衆議院議員）（外交官）：金沢市
- 和田静夫（衆議院議員、参議院議員）：金沢市
- 北勝太郎（衆議院議員、参議院議員）：
- 翫正敏（参議院議員）：小松市
- 田中直紀（参議院議員、田中真紀子の夫）：金沢市

#### 首長
- 石川宣雄（石川県穴水町長）
- 多々見良三（京都府舞鶴市長）：かほく市（旧高松町）
- 福田健次（福岡県中間市長）

### 軍人・自衛官

#### 大日本帝国陸軍・陸上自衛隊
- 前田利為（陸軍大将、前田家当主）
- 中村孝太郎（大将）
- 蓮沼蕃（大将）
- 木越安綱（陸軍中将、貴族院議員）
- 三井清一郎（陸軍主計総監(中将相当官）、貴族院議員）：七尾市
- 塩屋方圀（中将）
- 松村務本（中将）
- 南部辰丙（中将）
- 高柳保太郎（中将）（陸軍大学校13期）
- 市川堅太郎（中将）（陸大14期）
- 井上一次（中将）（陸大15期）
- 林弥三吉（中将）（陸大17期）
- 鈴木重康（中将）（陸大24期）
- 藤田進（中将）（陸大25期）
- 田辺盛武（中将）（陸大30期）
- 青木重誠（中将）（陸大32期）
- 中村正雄（中将）（陸大32期）
- 安達二十三（中将）（陸大34期）
- 塚田理喜智（中将）（陸大36期）
- 松田巌（中将））（陸大36期）
- 河村参郎（中将）（陸大36期）
- 岡本清福（中将）（陸大37期）
- 佐藤賢了（中将）（陸大37期）
- 辻政信（陸軍大佐、衆議院議員、参議院議員）
- 志方俊之（陸上自衛隊北部方面総監、大学教授他）：金沢市
- 須摩洋朔（警察予備隊音楽隊初代隊長）（陸軍軍人）（作曲家）：志賀町
- 鶫真衣（陸上自衛隊中部方面音楽隊、ソプラノ歌手）：金沢市

#### 大日本帝国海軍・海上自衛隊
- 瓜生外吉（海軍大将、貴族院議員）:加賀市
- 有沢四十九郎（大佐）
- 小栗孝三郎（大将）
- 寺垣猪三（中将）（海兵6期）
- 石橋甫（中将）（海兵10期）（東京高等商船学校校長）：金沢市
- 川島令次郎（中将）（海兵11期）
- 斎藤半六（中将）（海兵17期）
- 草鹿任一（中将）（海兵37期）（南東方面艦隊司令長官）
- 草鹿龍之介（中将）（海兵41期）（連合艦隊参謀長）
- 伍堂卓雄（海軍中将、閣僚、実業家）：金沢市
- 佐双左仲（海軍造船総監（海軍中将相当官））（日本海軍最初の技術武官の一人）
- 井上敏夫（海軍少将、衆議院議員）：金沢市
- 岸井孝一（少将）
- 森友一（少将）（第一水雷戦隊司令官）
- 岡田次作（少将）
- 藤本喜久雄（海軍造船少将）
- 有沢四十九郎（海軍大佐）
- 松井健吉（海軍中佐）
- 東良子（海将補）：金沢市

#### 航空自衛隊
- 浦茂（航空自衛隊第5代航空幕僚長）（陸軍軍人）：金沢市

#### ドイツ軍
- ヘルベルト・ヴォールファールト（Uボート艦長）:金沢市

### 法曹
【裁判官】
- 尾佐竹猛（大審院判事）：金沢市
- 木戸口久治(最高裁判所裁判官）
- 中川了滋（最高裁判所裁判官）：津幡町
- 池田良兼（名古屋高等裁判所長官）：
- 増井和男（高松高等裁判所長官）
- 上野茂（高松高等裁判所長官）：

【検察官】
- 杉原弘泰（大阪高等検察庁検事長・公安調査庁長官）：

【弁護士】
- 竹下義樹：輪島市

### 行政
- 斯波蕃
- 井上友一（内務官僚）（第21代東京府知事）:金沢市
- 藤岡兵一（内務官僚）（高知県、栃木県、鳥取県知事・浜松市長）：金沢市
- 清水良策（内務官僚）（和歌山県、徳島県、宮城県知事）：七尾市
- 関屋延之助（内務官僚）（山梨県、熊本県、新潟県・兵庫県知事）：鹿島郡
- 武部六蔵（内務官僚）：
- 小幡酉吉（外交官）（貴族院議員）（枢密顧問官）：
- 湯川盛夫（外交官）：
- 宮崎正義（満鉄調査部）：
- 広瀬豊作（大蔵官僚）：金沢市
- 新木栄吉（日本銀行総裁、駐米大使）：小松市
- 関沢明清（水産官僚）：金沢市
- 石田寛人（科学技術事務次官、日本科学未来館総館長、金沢学院大学学長）：小松市
- 谷公士（人事院総裁、郵政事務次官）：
- 小堀紀久生（人事院事務総長）：金沢市
- 谷内正太郎（国家安全保障局長、外務事務次官）：
- 堂道秀明（駐インド大使、駐イラン大使、外務省中東アフリカ局長）：金沢市
- 寺前秀一（気象庁次長）（元加賀市長）：加賀市
- 西出則武（気象庁長官）：小松市
- 国府犀東（官僚、記者、漢詩人）
- 本郷浩二（官僚、林野庁長官）
- 森仁美（環境事務次官）
- 倉重泰彦（官僚、農林水産省農林水産政策研究所長、日本政策金融公庫専務取締役、水産庁次長）
- 大橋一夫（技官、第2代警察庁サイバー警察局長）[1]

## 実業家・財界人
- 銭屋五兵衛（江戸時代末期の豪商）：
- 岩原謙三（日本放送協会初代会長、足利紡績社長）：加賀市
- 清水誠 (実業家)：
- 野村秀輝（株式会社ビューティガレージ代表取締役CEO兼COO）：金沢市
- 飛鳥井孝太郎（ノリタケカンパニーリミテド創業者、同志社元教授）：加賀市
- 斯波孝四郎（三菱重工業初代会長）：
- 杉森務（ENEOSホールディングス会長、日本経団連副会長）：
- 山岡順太郎（大阪商工会議所第8代会頭）：
- 安宅弥吉（安宅産業創業者、大阪商工会議所第12代会頭、貴族院議員）：金沢市
- 小倉正恒（第6代住友総理事、貴族院議員、大蔵大臣）：金沢市
- 野口遵（日窒コンツェルン、旭化成、積水化学工業、積水ハウス、信越化学工業創業者）：金沢市
- 犬丸徹三（帝国ホテル元社長）：根上町(現:能美市)
- 尾山基(実業家、アシックス代表取締役社長、世界スポーツ用品工業連盟副会長、日本スポーツ産業学会会長）:白山市
- 南喜一（国策パルプ元会長、ヤクルト本社元会長）：
- 畠山一清（荏原製作所創業者、畠山記念館創立者）：
- 宮太郎（大和元社長、テレビ金沢元社長）：金沢市
- 塚本勲（加賀電子創業者・会長）：
- 鵜浦博夫（NTT社長）：七尾市
- 嵯峨逸平（北陸放送元社長）：金沢市
- 嵯峨春平（北陸放送元社長）：金沢市
- 真鍋邦夫（佐川急便元社長）：輪島市
- 元谷外志雄（アパグループ代表）：小松市
- 宗次徳二（カレーハウスCoCo壱番屋創業者）
- 小川賢太郎（ゼンショー創業者）
- 奥出信行（最後のタカラ社長、アトラス取締役・元社長）
- 山科直治（バンダイ創業者）
- 山科誠（バンダイ元社長、創業者山科直治の長男）：金沢市
- 木谷高明（ブロッコリー、ブシロード創業者）：金沢市
- 亀山敬司（DMM.com創業者）：加賀市
- 松栄立也（DMM.com代表取締役）：金沢市
- 向浩一（コムチュア創業者）
- 伊藤彰（チェンジホールディングス創業者）
- 澤田貴司（ファミリーマート社長、リヴァンプ代表パートナー、ファーストリテイリング元副社長）：白山市
- 村井智建（GT-Agency代表取締役、AppBank運営者・取締役）
- 宮下泰明（AppBank創設・代表取締役CEO・AppBankstore・AppBankGames（子会社）創設者・社長）
- 鈴木大輔（日本Linux協会会長・有限会社ヴァインカーブ社長）
- 能川昭二（小松製作所元社長）：金沢市
- 淺山金五郎（淺山組創業者）：加賀市
- 浅井孝二（住友銀行元頭取）：金沢市
- 小幡謙三（積水化学工業元社長）：金沢市
- 延命直松（アサヒビール元社長）：中能登町
- 河村征治（アイエムエムフードサービス創業者）：金沢市
- 石本他家男（デサント創業者）
- 細野昭雄（アイ・オー・データ機器創業者）
- 神埜雄一（セプテーニ・ホールディングス代表取締役社長/CEO）

## 文化人

### 明治時代以前
- 長谷川等伯：能登国七尾出身　安土桃山時代　絵師
- 加賀千代女：加賀国松任出身　江戸時代　俳人
- 岸駒：加賀国金沢出身  江戸時代  絵師
- 佐々木泉景：加賀国大聖寺出身  江戸時代  絵師

### 宗教家
- 赤松連城
- 暁烏敏
- 舟喜麟一
- 戸田城聖（創価学会設立、２代会長）
- 清水信一（天祖光教教祖）：三谷村(現：加賀市)

### 学者

#### 人文科学者・思想家
【哲学・宗教学】
- 三宅雪嶺（哲学者、評論家、帝国芸術院会員）:金沢市
- 西田幾多郎（哲学者、帝国学士院会員）:かほく市
- 高橋ふみ(哲学者、西田幾多郎の姪):かほく市
- 西谷啓治 （哲学・宗教学者、日本学士院会員）：能登町
- 鈴木大拙（仏教学者、日本学士院会員）:金沢市
- 新田義弘（哲学者）
- 大桑斉（日本近世思想学者、元佛教史学会会長）
- 吉崎祥司（哲学者）
- 藤田晋吾（哲学者）
- 木村素衛（哲学者・教育学者）：加賀市

【歴史学】
- 荒木田岳（歴史学者）：金沢市
- 林屋辰三郎（歴史学者、日本学士院会員）:金沢市
- 山口瑞鳳（チベット学者）：輪島市（旧門前町）
- 下出積与
- 井上鋭夫
- 吉岡康暢（考古学者）
- 澤田正昭（考古学者）
- 山本直人 (考古学者)
- 芳井研一:金沢市
- 佐口透:金沢市

【文学】
- 藤岡東圃（国文学者）：金沢市
- 折口春洋(国文学者) :羽咋市
- 新田義之（比較文学者）
- 岩崎はる子（日本文学者）
- 木越治（日本文学者）
- 元吉瑞枝（ドイツ文学者）：小松市
- 佐々木直次郎(英文学者、翻訳家):金沢市
- 宮田恭子
- 福田陸太郎（日本文学者）：羽咋市

#### 社会科学者
【社会学】
- 赤川学
- 北条かや：金沢市
- 前みち子

【経済学】
- 伊藤秀史：金沢市
- 坂本和一
- 下谷政弘:金沢市
- 寺西俊一
- 松尾匡
- 若杉隆平：小松市
- 越村信三郎:金沢市

【経営学】
- 澤野雅彦:金沢市

【法学・憲法学】
- 上杉慎吉（憲法学者（天皇主権説を主張）：加賀市
- 清水澄（憲法学者）（帝国学士院会員・最後の枢密院議長）：金沢市
- 木棚照一（法学者）：能登町
- 谷口貴都 (法学者) : かほく市
- 向江璋悦 (法学者) : 羽咋市

#### 自然科学者
【数学】
- 竹内外史（数学者・論理学者）

【物理学】
- 小出義夫：金沢市
- 中谷宇吉郎：加賀市
- 宮永崇史：加賀市
- 浅井祥仁（素粒子物理学者、仁科記念賞受賞）：能美市

【化学】
- 櫻井錠二（帝国学士院院長、日本近代化学の父）：金沢市
- 飯盛里安(日本の放射化学の父)：金沢市
- 八田四郎次
- 塩谷優
- 原龍三郎:金沢市

【生物学・医学・薬学】
- 黒川良安（医学者、蘭学者､* 北陸近代医学の礎) : 金沢市
- 藤井健次郎（植物学者、帝国学士院会員、細胞遺伝学の祖）：金沢市
- 高橋順太郎（薬理学者、東京帝国大学医科大学初代薬理学教授）：金沢市
- 木村有香（植物学者）：加賀市
- 北島多一（細菌学者）：金沢市
- 真田弘美（看護学者）：金沢市
- 江上信雄（生物学者）：金沢市
- 桂田富士郎（病理学者・日本住血吸虫の発見）：加賀市
- 辻彰（薬剤学者）：金沢市
- 北一郎（生理学者）
- 長田重一（生理学者、日本学士院会員）
- 勝木保次（生理学者、日本学士院会員、文化勲章受章）：小松市
- 冲中重雄（内科医学者、日本学士院会員）
- 高鳥毛敏雄 （関西大学教授・公衆衛生学・健康政策学）
- 岡田弥一郎（動物学者）：加賀市
- 西多昌規(精神科医) :羽咋市

【地学・天文学】
- 木村栄（帝国学士院会員）：金沢市
- 鏑木政岐：金沢市
- 蓬茨霊運：金沢市
- 辻森樹 （地質学者、東北大学教授）：加賀市（旧江沼郡山中町）
- 山本義一：金沢市

【工学】
- 井口在屋（帝国学士院会員）：金沢市
- 今井翔太：金沢市
- 原龍三郎（東北帝国大学工学部教授）：金沢市
- 奥村善久：金沢市
- 山田孝一郎（建築学者）
- 直江正彦
- 廣瀬幸雄：金沢市
- 南部健一：金沢市
- 進村武男：野々市市
- 高塚正浩：能美市
- 本田博 ：金沢市

【体育学】
- 宮村実晴（体育学者）

【環境学】
- 北畠能房 ：小松市
- 竹中千里

### 教育者
- 北条時敬（貴族院議員）:金沢市
- 山崎延吉（貴族院議員・衆議院議員）:金沢市
- 橋健堂： 金沢市
- 橋健三： 金沢市
- 山本良吉 : 金沢市
- 大瀬甚太郎：金沢市
- 奥村三策：金沢市
- 金森俊朗：七尾市
- 石浦外喜義(鳥取城北高等学校長):能美市

### 建築・土木技術者

#### 建築
- 片岡安（建築家）
- 谷口吉郎（建築家、日本芸術院会員）
- 八田與一（台湾総督府の水利技術者）：金沢市
- 梅澤捨次郎 - （台湾総督府の建築技師）：鶴来町。本籍は金沢市

#### 土木
- 石黒五十二（土木技師、貴族院議員）：金沢市
- 平井晴二郎（土木技師、元帝国鉄道庁総裁、貴族院議員）：金沢市

#### 造園
- 原煕

### 美術家・写真家・デザイナー

#### 彫刻家
- 吉田三郎 （日本芸術院会員）：金沢市
- 高田博厚：七尾市
- 坂坦道（北海道丘の上のクラーク像の制作者）：能登町（旧内浦町）

#### 画家
- 稲野年恒（明治時代の浮世絵師）
- 小原古邨（浮世絵師・版画家）
- 宮本三郎（洋画、日本芸術院会員）：小松市
- 高光一也（洋画、日本芸術院会員）：金沢市
- 鴨居玲（洋画）：金沢市
- 塗師祥一郎（洋画、日本芸術院会員）
- [[寺本央輔]（日本画、洋画）：

#### 書家
- 北方心泉：金沢市
- 松本筑峯：羽咋市

#### 写真家
- 織作峰子：小松市
- 梅佳代：能登町（旧柳田村）
- 宮誠而：小松市

#### デザイナー
- 米村浩（デザイナー）：金沢市
- 國本桂史（デザイナー、大学院教授）：金沢市
- 北村道子（スタイリスト、衣装デザイナー）
- TWELVE NINE（アートディレクター、グラフィックデザイナー）

#### 現代美術家
- 中村元風
- 中村錦平
- キヌコヤマベ・クラフト

### 工芸家

#### 陶芸
- 十代 大樋長左衛門 （大樋焼、文化勲章受章者、文化功労者、日本藝術院会員）
- 二代 浅蔵五十吉 （九谷焼、日本芸術院会員）：能美市（旧寺井町）
- 三代 徳田八十吉 （九谷焼、人間国宝）：小松市
- 三代 吉田美統 （九谷焼、人間国宝）：小松市
- 十一代大樋長左衛門（大樋焼、日本藝術院会員、金沢大学客員教授）

#### 漆芸
- 松田権六 （蒔絵、人間国宝、日本芸術院会員）：金沢市
- 寺井直次 （蒔絵、人間国宝）：金沢市
- 大場松魚 （蒔絵、人間国宝）：金沢市
- 三谷吾一 （沈金、日本芸術院会員）：輪島市
- 前史雄 （沈金、人間国宝）：輪島市
- 小森邦衞 （髹漆、人間国宝）：輪島市

#### 木工芸
- 氷見晃堂（人間国宝）：金沢市
- 川北良造（人間国宝）：加賀市（旧山中町）

#### 金工
- 中川衛（彫金、人間国宝）：金沢市
- 蓮田修吾郎 （鋳金、日本芸術院会員）：金沢市

#### 金工（刀剣）
- 隅谷正峯 （日本刀、人間国宝）：白山市(旧松任市）

#### 諸工芸
- 西出大三（截金（きりかね）、人間国宝）：加賀市

### 文芸家・記者・編集者

#### 作家
【金沢の三文豪】
- 泉鏡花：帝国芸術院会員
- 徳田秋声：帝国芸術院会員
- 室生犀星：日本芸術院会員

【能登地区出身】
- 橋本ときお（児童文学作家）：珠洲市
- 加能作次郎（小説家、評論家、翻訳家）：志賀町
- 藤澤清造（小説家、劇作家、劇評家）：七尾市
- 杉森久英（小説家・第47回直木賞受賞）：七尾市
- 平木国夫（ノンフィクション作家）：七尾市
- 戸部新十郎（時代小説家）：七尾市
- 芝田勝茂(児童文学作家）：羽咋市

【金沢市出身】
- 矢田挿雲（小説家、俳人）
- 奥野他見男（小説家）
- 橘外男（小説家・第7回直木賞受賞）
- 中西悟堂（野鳥研究家・詩人・歌人）
- 山田克郎（小説家・第22回直木賞受賞）：韓国釜山（旧朝鮮）生まれ。幼児期、金沢で育つ。
- 水芦光子（小説家）
- 小隅黎（小説家・翻訳家）（SFファンダムの草分、柴野拓美の筆名）
- 勝尾金弥（児童文学作家・中日文化賞等受賞）
- 安宅夏夫（小説家・尾崎秀樹記念・大衆文学研究賞評論・伝記部門受賞）
- 桐野夏生（小説家・第121回直木賞受賞）
- 唯川恵（小説家・第126回直木賞受賞）
- 松尾由美（小説家）
- 石黒謙吾（著述家）
- 越前敏弥（翻訳家）
- 野村昭子（郷土史家・作家）
- 営業のK (作家)

【加賀地区出身】
- 加賀耿二：能美市（本名、谷口善太郎。別名、須井一。衆議院議員）
- 島田清次郎（小説家）：白山市
- 佐々木直次郎（翻訳家） ：小松市
- 陣出達朗（小説家）：小松市
- 深田久弥（小説家、登山家）：加賀市
- 子母澤類（小説家・エッセイスト）：加賀市
- 西出朝風（歌人）：加賀市

【不明】
- 佐藤大輔
- 高遠砂夜
- 紅玉いづき(第13回電撃小説大賞・大賞を受賞）
- 雀野日名子
- 田中ロミオ（小説家、ゲームシナリオライター）

#### ライター
- 太田あや（フリーライター）
- 清尾淳（スポーツライター）：加賀市
- 野崎靖博（スポーツライター）
- 松下茂典（スポーツライター）：金沢市
- 速水健朗（フリーライター）：金沢市

#### 歌人
- 尾山篤二郎：金沢市
- 長沢美津：金沢市
- 坪野哲久：志賀町
- 喜多昭夫：金沢市

#### 俳人
- 岩田鳴球：大聖寺町
- 橋閒石：金沢市
- 飴山實：小松市
- 田島和生：加賀市

#### 評論家
- 石堂清倫：白山市（旧松任町）
- 遠藤浩一：金沢市
- 宮崎正弘：金沢市
- 芝山幹郎：金沢市
- 鶴羽伸子（文芸評論家）（翻訳家）：金沢市
- 高橋世織（文芸評論家）
- 横井司（文芸評論家）
- 嘉門安雄（美術評論家）

#### 編集者
- 安江良介（岩波書店元社長）

### 漫画家・アニメ関係者

#### 漫画家
- 津雲むつみ：鳳珠郡
- 永井豪（ハレンチ学園・デビルマン・マジンガーZ・キューティーハニー)：輪島市
- 彩花みん（赤ずきんチャチャ)：七尾市
- 宮下英樹（センゴク)：七尾市
- 乃木坂太郎（医龍)：七尾市
- 滝口れもん：羽咋市
- あおいみつ：かほく市
- 五十嵐浩一（ペリカンロード)：金沢市
- 泉晴紀：金沢市
- 花郁悠紀子：金沢市
- 波津彬子（雨柳堂夢咄)：金沢市
- 森川久美：金沢市
- わたべ淳：金沢市
- 出口竜正：金沢市
- 土山しげる（喰いしん坊!)：金沢市
- 恵広史：金沢市
- ヒロユキ：金沢市
- やまもり三香：金沢市
- 三上小又：金沢市
- アルコ：小松市
- 中祥人：小松市
- やまむらはじめ：白山市（旧松任市）
- 奥村真理子：白山市（旧鶴来町）

【不明】
- 下口智裕
- 谷上俊夫（砂漠の海賊!キャプテンクッパ)
- 穂波ゆきね
- 宮坂里美
- 宮下裕樹
- 米村孝一郎
- 高木しげよし
- モリエサトシ
- 秋本葉子（蜘蛛女）

#### イラストレーター・挿絵画家
- 小鳥遊つばさ（イラストレーター）
- 不二本蒼生

#### アニメーター・アニメーション演出家・脚本家
- 佐々門信芳（アニメーター）
- 芝田浩樹（アニメーション演出家）
- 本田雄（アニメーター、キャラクターデザイナー）
- 米林宏昌（アニメーター）（借りぐらしのアリエッティ監督）：野々市市
- 野村祐一（脚本家）

#### 声優
- 朝霧友陽
- 石川和之
- うえだ星子
- 小田敏充：小松市
- 小室正幸
- 櫻井陽菜：金沢市
- 新谷良子：金沢市
- 洲崎綾：金沢市
- 髙木俊
- 多田このみ：野々市市
- 寺島拓篤：羽咋郡
- 能登麻美子：金沢市
- 浜添伸也
- 舟津俊雄
- 矢尾一樹：金沢市
- 道井悠：金沢市

### マスメディア関係者

#### ジャーナリスト
- 桐生悠々：金沢市
- 三宅雪嶺 : 金沢市
- 蟹瀬誠一：津幡町
- 今井亮一
- 酒井亨：金沢市
- 渡辺真由子：金沢市
- 清丸恵三郎：小松市

#### アナウンサー・キャスター
NHK
（現在所属の放送局などは各人物の項目を参照すること）
- 沖谷昇：小松市

北陸放送
- 角野達洋 - 現在は東京支社勤務：金沢市
- 松村玲郎 - 現在は報道部キャスター：河北郡内灘町
- 西尾知亜紀：小松市

石川テレビ放送
- 稲垣真一 - 元北日本放送：金沢市

テレビ金沢
- 平体好孝 - 現在は制作担当部長：鳳珠郡能登町

北陸朝日放送
- 久保亜希子：七尾市
- 森重有里彩：金沢市

上記以外の民放局
- 有村美香 - TBS、現在は総務部に異動：金沢市
- 石田久子 - ラジオ福島：小松市
- 所村武蔵 - テレビ朝日：金沢市
- 寺崎裕彦 - 富山テレビ放送、現在は業務局編成部長：金沢市
- 鳥木千鶴 - 朝日放送テレビ、現在はビジネス戦略局コンテンツ事業部に異動：七尾市
- 宮本利之 - 長野放送：白山市
- 室岡里美 - 北海道テレビ放送：加賀市
- 堀葵衣 - 静岡放送、元青森放送：金沢市

フリー
- 上野晃 - 元テレビ和歌山→元テレビ埼玉：羽咋市
- 上坂典子 - 元北陸放送：小松市
- 清原久美子 - 元テレビ金沢：金沢市
- 佐野佳世（旧姓・表） - 元新潟放送：金沢市
- 重原佐千子 - キャスター、電卓早打ち名人：河北郡津幡町
- 墨屋那津子（元NHKアナウンサー）NHK金沢放送局→東京アナウンス室　現在フリーアナウンサー。
- 竹村りゑ : 元北陸放送、NHK名古屋放送局契約キャスター：金沢市
- 竹村優香 - 元テレビ金沢：金沢市
- 塚田誉 - 、元テレビ金沢、テレビ宮崎：加賀市
- 寺西裕一 - ユウセイプランニング代表、元京都放送：加賀市
- 徳永有美（現姓：内村） - 元テレビ朝日：金沢市
- 徳前藍 - 元テレビ金沢：金沢市
- 西川章久 - 元北陸放送：金沢市
- 野沢春日 - 元テレビ東京：金沢市
- 原田幸子 - 元福島テレビ：金沢市
- 福島彩乃 - 元北陸放送：金沢市
- 平見夕紀 - 元テレビ金沢：七尾市
- 平山佐知子 - 元NHK静岡放送局契約キャスター：金沢市
- 平山貴人：七尾市
- 二木あつ子 - ラジオパーソナリティ：金沢市、生まれは東京都世田谷区
- 前田明日香 - ラジオパーソナリティ：金沢市
- 松岡理恵 - ラジオパーソナリティ、元エフエム石川：金沢市
- 松田亜希 - 元チューリップテレビ→元NHK金沢放送局契約キャスター：金沢市
- 南あずさ：金沢市
- 安田真理 - 元NHK富山放送局契約キャスター→元石川テレビ放送：金沢市
- 横田幸子 - 元札幌テレビ放送→元テレビ金沢：かほく市
- 吉道さゆり - 元NHK金沢放送局契約キャスター→元テレビ金沢：金沢市、出生地はオーストリアウィーン

退職者
- 亀井和恵 - 元NHK金沢放送局契約キャスター：金沢市
- 竹内彩華 - 元テレビ信州、元石川テレビ放送：金沢市
- 武田のぞみ - 元NHK仙台放送局契約キャスター→元テレビユー福島
- 橘俊江 - 元NHK長野放送局契約キャスター→元北陸放送：小松市
- 辰巳平一 - 元北陸放送：能美市
- 寺本良之 - 元北陸放送：輪島市
- 中田薫 - 元NHK、アナウンス室長→NHK放送博物館長：金沢市
- 長田哲也 - 元北陸放送→石川県議会議員：金沢市
- 八田静輔 - 元北陸放送：金沢市
- 松下尚史 - 元福井テレビジョン放送：金沢市
- 村本秀岳 - 元新潟テレビ21→フリー：能美市

物故者
- 浅野輔 - 元ニュースキャスター、翻訳家：金沢市
- 川田亜子 - 元TBS→フリー：金沢市
- 笹原忠義 - 北陸放送元アナウンサー→営業局長→取締役→常務取締役→代表取締役社長、社長退任後に死去：加賀市
- 中村昭治 - 元テレビ朝日→テレビ金沢（在籍中に死去）：金沢市

### 棋士

#### 将棋
- 橋本崇載：小松市
- 山下カズ子：中能登町（旧鹿西町）
- 甲斐智美：七尾市
- 井道千尋：珠洲市
- 田中沙紀：金沢市

#### 囲碁
- 白江治彦 :小松市
- 本田邦久：金沢市
- 田尻悠人：金沢市

### 食文化
- 道場六三郎（料理人）：加賀市（旧山中町）
- 辻口博啓（パティシエ）：七尾市
- 農口尚彦（杜氏）：能登町　能登杜氏四天王
- 波瀬正吉（杜氏）：能登町　能登杜氏四天王

### その他の文化人
- 木村浩之（ゲームクリエイター）
- 竹林明秀（ゲームシナリオライター）
- 髙橋龍也（ゲームクリエイター・シナリオライター・脚本家）：七尾市
- 稲葉敦志（ゲームクリエイター・ゲームプロデューサー）
- 東出祐一郎（ゲームシナリオライター）
- 小西浩文（登山家）：金沢市
- 原全教（登山家）：金沢市

## 芸能関係者

### 製作者

#### 映画監督
- 小林弥六：金沢市
- 賀古残夢（大正・昭和初期の映画監督）：金沢市
- 今井和久（テレビドラマ演出家）：金沢市
- 竹林進：金沢市
- 中田新一：
- 前田万吉：能都町(現：能登町)
- 藤村享平：金沢市

#### プロデューサー・ディレクター
- 中田ヤスタカ（音楽プロデューサー）：金沢市
- nishi-ken（音楽プロデューサー）：金沢市
- 東城祐司（テレビプロデューサー）
- 嵯峨祥平（テレビプロデューサー）：金沢市
- 蜜谷浩弥（テレビディレクター）：白山市
- 松江陽一（映画プロデューサー・舞台製作者）
- 福居英晃（映像ディレクター）
- 丸山健志（映像ディレクター）：金沢市
- 丹羽慎治（CMディレクター）：金沢市
- 水口克夫（クリエイティブディレクター）：金沢市
- 米村浩（クリエイティブディレクター）：金沢市
- 牛丸謙壱 (テレビプロデューサー・演出家) ：金沢市

#### 作詞家・作曲
- 加賀大介（栄冠は君に輝くの作詞者）：能美市(旧根上町)
- 黒石ひとみ：金沢市

#### 劇作家・舞台演出家
- 岡井直道：金沢市
- 北村喜八
- 松田章一：能美市（旧辰口町）
- 本谷有希子：白山市（旧松任市）
- 前田万吉：能登町

#### 脚本家
- 佐々木守：能美市（旧根上町）
- 水橋文美江：金沢市
- NAKA雅MURA：金沢市
- 宮本夕生

#### 放送作家
- そーたに：加賀市
- つじまこと：加賀市

### 歌手・演奏家

#### 歌手
- 浅川マキ：白山市（旧美川町）
- 天音汐那：小松市
- 今村つばさ：金沢市
- 井上あずみ：金沢市
- 大根夕佳：七尾市
- 大橋光：金沢市
- 大森洋平（シンガーソングライター）：金沢市
- 久保田麻琴：小松市
- 新川二朗（演歌歌手）：宝達志水町
- 日乃まそら：金沢市
- 保科有里：金沢市
- ポセイドン・石川（シティポップ芸人）：金沢市
- 安田奈央：小松市
- 山本あき：白山市
- 山本智美
- 宮崎由加（モデル、アイドル・元Juice=Juiceリーダー）：かほく市

#### 指揮者
- 辻正行：加賀市（旧山中町）

#### ピアニスト
- 宮谷理香：金沢市

#### チェンバロ奏者
- 宮崎賀乃子

#### ギタリスト
- 安宅美春：金沢市
- 河合英嗣（exBIIR）：金沢市
- 歪（Madeth gray'll）
- HIROKAZ（04 Limited Sazabys）:金沢市
- シノダ（ヒトリエ）

#### ベーシスト
- 野崎森男：金沢市
- 加藤慎一（フジファブリック）：金沢市
- Yuji （HEY-SMITH）：金沢市

#### ドラマー
- 野崎真助：金沢市
- 浦本絵美（中ノ森BAND）
- 矢部浩志（カーネーション (バンド)）：金沢市
- 前越啓輔（おとぎ話 (バンド)）：白山市

#### ボーカロイド
- 市瀬るぽ：小松市
- 椎名もた：小松市

#### バンド・ユニット・デュオ
- capsule（中田ヤスタカ・こしじまとしこ）
- little by little（hideco）
- CURIO（NOB）
- 平岡敬裕
- GEN（源学）
- BIIR
- 水中、それは苦しい（ジョニー大蔵大臣）
- Seattle Standard Café
- moumoon（柾昊佑）
- 山田恭（円神）

### 出演者

#### アイドル
- 阿部夢梨（元SUPER☆GiRLS）：金沢市
- 石坂智子：金沢市
- 川北麗美：川北町
- 角ゆりあ（元NGT48）：川北町
- オモテカホ（アイドル、作詞家、音楽プロデューサー）：加賀市
- 中山夏月姫（OCHA NORMA）：加賀市
- 浜田彩加（Cupitron）
- マヤ（Maya、勝村摩耶）：白山市（NiziU）
- 宮崎由加（元Juice=Juice）：かほく市
- 森本慎太郎（SixTONES）：金沢市
- 森本龍太郎（元Hey! Say! JUMP）：金沢市
- 吉本此那（僕が見たかった青空）
- 若林加奈：金沢市

グループ
- おやゆびプリンセス（ローカルアイドル）：2012～2016
- Jumpin'（ローカルアイドル）：2013～2020（ 石川元気応援隊 ジャンピン:2021〜）
- ほくりくアイドル部（ローカルアイドル）：2016～
- 西金沢少女団（ローカルアイドル）

#### 俳優
- 藍川あさ乃：金沢市
- 明智十三郎
- 石川雅宗：金沢市
- 石田茂樹：金沢市（石田太郎の父）
- 伊阪達也：金沢市
- 内田淳子
- 打田康比古
- 潮哲也：金沢市
- 鹿賀丈史：金沢市
- 嵯峨善兵：金沢市
- 篠井英介：金沢市
- 早良めぐみ：白山市
- 加藤敬二：金沢市
- 加賀谷圭
- 掛田誠
- 北川和歌子：金沢市
- 玄覺悠子
- 五辻真吾：七尾市
- 坂口拓
- 塩谷瞬：金沢市
- 田根楽子
- 田中美里：金沢市
- 高倉美貴：金沢市
- 富田果菜
- 長浜藤夫：金沢市
- 西垣匠: 白山市
- 登静江：七尾市
- 浜辺美波
- 藤敏也：七尾市
- 藤枝かな
- 麿赤兒：金沢市
- みやきかのん
- 御木本伸介：金沢市
- 南一恵
- 山下優
- 山本紗也加
- 山田一善
- 吉井丈絵：加賀市（旧山中町）
- 吉田日出子：金沢市
- 横須賀よしみ：金沢市
- 新田さちか：金沢市（青山学院大学2020ミスコン準グランプリ・ホリプロ所属）

声優
- 櫻井陽菜：金沢市
- 新谷良子：金沢市
- 洲崎綾：金沢市
- 寺島拓篤：宝達志水町（旧志雄町）
- 能登麻美子：金沢市
- 浜添伸也
- 矢尾一樹：金沢市

#### タレント
- ハンディやしき：能美市
- 原田徳子（初代C.C.ガールズメンバー）：七尾市
- 米田奈美子：金沢市
- 嘉門洋子：金沢市
- さがゆりこ：金沢市
- 沢本あすか（モンロー・ビッチ）：金沢市
- 南奈央：金沢市
- 小林奈々絵：金沢市
- 川口典子
- 平井沙知
- 福田健次
- カトリーヌ高野
- 石川穂乃華
- 藤乃あおい：金沢市

#### 芸人
- 河口こうへい：白山市
- 昭和のいる（昭和のいる・こいる）：吉野谷村(現白山市)
- ダンディ坂野：加賀市
- ヒューマン中村：七尾市
- ぶんぶんボウル：白山市
- せとたけお：七尾市

#### モデル
- 青山恭子：金沢市
- 天海あむる
- 一双麻希
- 越村江莉：金沢市
- 三枝こころ：穴水町
- シトウレイ（兼写真家、ファッションエディター）：加賀市
- 菅原沙樹：かほく市
- 髙田真希
- 田中美奈子
- 多嶋沙弥：能美市
- 中村真由美
- 前田星奈
- 街田リーヌ
- 三林智香
- YUICHI：金沢市
- 長谷川美月（Popteen専属モデル、MAGICOURメンバー）
- 林芽亜里

#### 宝塚歌劇団
- 桜一花（元花組娘役）
- 大月さゆ（元雪組娘役）
- 碧海さりお（星組男役）

#### 落語家
- 柳家一九：かほく市
- 林家らぶ平：七尾市

#### その他
- Dio Kobayashi（サーカスパフォーマー）：志賀町
- 中谷奈津子（紙芝居師）：金沢市

## スポーツ競技関係者

### 大相撲
日本相撲協会理事長
- 出羽ノ花國市（年寄出羽海、年寄武蔵川）：小松市

行司
- 木村庄之助 (23代)：

横綱
- 阿武松緑之助（第6代横綱、年寄阿武松）：江戸時代に活躍、現在の能登町出身
- 輪島大士（第54代横綱、年寄花籠）：七尾市、幕内優勝14回
- 大の里泰輝（第75代横綱）：津幡町、幕内優勝4回

大関
- 雷電震右エ門（年寄芝田山）：江戸時代に活躍、現在の羽咋市出身
- 出島武春（年寄大鳴戸）：金沢市、幕内優勝1回

関脇
- 若湊祐三郎（年寄富士ヶ根）：小松市
- 響舛市太郎：野々市町（旧押野村）
- 舛田山靖仁（年寄千賀ノ浦）：七尾市
- 栃乃洋泰一（年寄竹縄）：七尾市

小結
- 大ノ川甚太郎（年寄君ヶ濱）：金沢市
- 遠藤聖大：穴水町

幕内
- 湊川四良兵衞（年寄湊川）：金沢市
- 鬼ヶ﨑綱之助（年寄立浪）：羽咋郡
- 小松山与三松（年寄浦風）：小松市
- 兼六山鉄太郎：金沢市
- 綾錦久五郎：羽咋郡
- 小枩山貞造（年寄甲山）：能美市
- 立田野邦清：白山市
- 清惠波清隆（年寄中川）：穴水町
- 天津風征夫：輪島市（旧門前町）
- 時葉山敏夫（年寄富士ヶ根）：七尾市
- 大翔山直樹（年寄追手風）：穴水町
- 輝大士：七尾市
- 炎鵬友哉：金沢市

十両
- 羽咋山勝久：羽咋郡
- 能登ノ山竜三：珠洲市
- 大車輪松五郎：小松市
- 琴白山俊也：小松市
- 大倭東洋：輪島市
- 丹蔵隆浩：能登町
- 髙立直哉：金沢市
- 欧勝海成矢：津幡町

### 野球
【星稜高校出身】
- 小松辰雄（投手）（1977中日2位　沢村賞1回・最多勝2回・最優秀防御率1回）：志賀町（旧富来町）
- 谷内野隆（投手）（北陸銀行→1977大洋5位(入団拒否)→北陸銀行監督）：珠洲市
- 北安博（内野手）（1979大洋4位）：内灘町
- 若狭徹（内野手）（1980中日ドラフト外）
- 音重鎮（外野手）（名商大→新日鉄名古屋→1987中日5位）：白山市 （旧松任市）
- 村田勝喜（投手）（1987南海6位）：金沢市
- 村松有人（外野手）（1990ダイエー6位 『アテネ五輪（2004）』銅メダル）：金沢市
- 松井秀喜（外野手）（1992巨人1位 国民栄誉賞）：能美市（旧根上町）
- 辻武史（外野手）（1997ダイエー5位）：金沢市
- 山本省吾（投手）（慶応大→2000近鉄1位）：金沢市
- 北野良栄（捕手・内野手）（2001ダイエー5巡目 現在は競輪選手）：金沢市
- 西川健太郎（投手）（2011中日2位）：金沢市
- 高木京介（投手）（国学院大→2011巨人4位）：能美市
- 島内宏明（外野手）（明治大→2011楽天6位）：小松市
- 岩下大輝（投手）（2014ロッテ3位）：能登町
- 北村拓己（内野手）（亜細亜大学→2017巨人4位）：金沢市
- 奥川恭伸[2]（投手）（2019ヤクルト1位）：かほく市
- 山瀬慎之助 (捕手) (2019巨人5位) :かほく市

【金沢高校出身】
- 宮地惟友（投手）（金沢専売公社→1952国鉄スワローズ）：金沢市
- 竹内洋（内野手）（1965中日）：金沢市
- 浅井純哉（元野球部監督）：輪島市
- 堂上照（投手）（電電北陸→1970中日6位）：輪島市
- 笠間雄二（捕手）（1976巨人6位）：金沢市
- 寺西秀人（投手）（京都産大→NTT北陸→1990中日6位）：白山市
- 岩井大（元野球部監督）
- 中居殉也（捕手）（1990ダイエードラフト外）：金沢市
- 中野真博（投手）（1994年、センバツ史上2人目の完全試合を達成・アマチュア）：
- 藤井優志（捕手）（大阪学院大→1995中日3位）：七尾市
- 中林祐介（投手）（2001阪神5位）：志賀町
- 大松尚逸（内野手・外野手）（東海大→2004ロッテ5位）：金沢市
- 釜田佳直（投手）（2011楽天2位）：小松市
- 松田康甫（投手）（独立リーグ）：白山市
- 齋藤大翔（内野手）（2024西武1位）：金沢市

【星稜高校・金沢高校以外出身】
- 河野安通志（野球殿堂）：加賀市
- 大根晃（投手）（金沢桜丘高→1954大阪タイガース） ：金沢市
- 山下智茂 （門前高→駒澤大→星稜高校野球部監督）：輪島市
- 金森栄治（外野手・捕手）(PL学園→早稲田大学→プリンスホテル→(1981 西武2位）：金沢市
- 谷下和人（投手）（小松商高→1985広島4位）：小松市
- 西芳弘（外野手）（寺井高→1991オリックス6位）：小松市
- 谷口邦幸（投手）（町野高→1997横浜1位）：輪島市
- 田中良平（投手）（加賀高→2000ロッテ1位）：小松市
- 上野裕平（投手）（金沢辰巳丘高→立教大→2000巨人2位）：金沢市
- 山田裕司（投手）（小松市立高→2003ヤクルト2位）：小松市
- 森大輔（投手）（七尾工高→三菱ふそう川崎→2003横浜自由枠）：七尾市
- 由田慎太郎（外野手）（桐蔭学院高→早稲田大学→2003オリックス8位）：金沢市
- 丸木唯（投手）（輪島実高→2004広島4位）：輪島市
- 田中靖洋（投手）（加賀高→2005（高校）西武4位）：小松市
- 角中勝也（外野手）（日本航空第二高→四国リーグ高知→2006（大・社）ロッテ7位）：七尾市
- 北篤（投手）（小松工高→2006（高校）横浜1位）：小松市
- 豊島明好（投手）（北陸大谷高→2007（高校）日本ハム6位）：加賀市
- 谷内亮太：（内野手）（金沢西高→国学院大→2012ヤクルト6位） ：金沢市
- 山口嵩之（投手）（石川県立工業→トヨタ自動車→トヨタ自動車東日本→2013西武5位）
- 山下亜文（投手）（小松大谷高→2014 ソフトバンク育成3位）：加賀市
- 京田陽太（内野手）（青森山田高→日本大学→2016中日2位）：能美市（旧寺井町）
- 山﨑颯一郎（投手）（敦賀気比高校→2016　オリックス6位）：加賀市
- 泉圭輔（投手）（金沢西高→金沢星稜大→2018 ソフトバンク6位）：金沢市
- 牧野翔矢（捕手）（遊学館高校→2018　西武5位）：穴水町
- 喜多隆介（捕手）（小松大谷高→2020 巨人育成2位）：小松市
- 石森大誠（投手）（遊学館高校→東北公益文科大→熊本ゴールデンラークス→KAL・火の国→2021 中日3位）：宝達志水町
- 川﨑俊哲（内野手）（輪島高→石川ミリオンスターズ→2024 阪神育成4位）：輪島市

### サッカー
- 豊田陽平 - Jリーグ選手（ツエーゲン金沢）
- 鈴木大輔 - Jリーグ選手（ジェフユナイテッド市原・千葉）
- 北一真 - Jリーグ選手（ザスパクサツ群馬）
- 高木貴弘 - Jリーグ選手（元SC相模原）
- 橋本晃司 - Jリーグ選手（鈴鹿ポイントゲッターズ）
- 作田裕次 - Jリーグ選手（元ツエーゲン金沢）
- 井波靖奈 - Jリーグ選手（元ジュビロ磐田）
- 辻田真輝 - Jリーグ選手（元大宮アルディージャ）
- 麦田和志 - Jリーグ選手（元徳島ヴォルティス）
- 三浦基瑛 - Jリーグ選手（SC相模原）
- 上田樹 - Jリーグ選手（ツエーゲン金沢）
- 山本英和 - サッカー選手（グルージャ盛岡）
- 大谷駿斗 - サッカー選手（金沢学院大学サッカー部）
- 松下幸平 - 米国プロリーグ・NASL選手（アトランタシルバーバックス）
- 田島一樹 - サッカー指導者（セレッソ大阪）
- 田中俊也 - Jリーグ選手 (元ツエーゲン金沢)
- 北川ひかる（なでしこジャパン、パリ五輪代表）

### バスケットボール
- 大倉颯太（千葉ジェッツふなばし）
- 濵高康明（西宮ストークス）：穴水町
- 北卓也：
- 東野智弥：
- 大野篤史：
- 木田貴明：加賀市
- 赤穂さくら：七尾市
- 赤穂ひまわり（『東京五輪（2020）』日本代表・銀メダル）：七尾市
- 赤穂雷太：七尾市

### バレーボール
- 中村和美（『バルセロナ五輪（1992）・アトランタ五輪（1996）』出場）：宝達志水町（旧押水町）
- 東谷友恵（元全日本代表）：珠洲市
- 越川優（元全日本代表キャプテン）：金沢市
- 前田和樹（元全日本代表）：七尾市
- 田村裕之：金沢市
- 岩田稔（元全日本代表）：金沢市
- 橋場正裕:白山市
- 道井淳平：津幡町
- 新 貴裕：白山市
- 波佐間泰平：金沢市
- 池田颯太：羽咋市

### ラグビー
- 上田聖（キヤノンイーグルス）：金沢市
- 酒井亮八（NECグリーンロケッツ）
- 浜辺和（近鉄ライナーズ）

### 格闘技

#### 総合格闘技
- URAKEN：能美市
- 村濱天晴：野々市市
- 元谷友貴：加賀市
- 澤谷大樹：金沢市

#### プロレスラー
- 永源遙：中能登町
- 村濱武洋：野々市町
- 大矢剛功：金沢市
- なつみ知香：金沢市
- 野村直矢：金沢市
- 石川奈青
- 兼平大介：金沢市

#### ボクシング
- 片岡昇（日本ヘビー級王者）：鳳至郡
- 國見泰央：金沢市
- 松本章宏：金沢市
- 英洸貴：内灘町
- 山本愛翔:七尾市

#### レスリング
- 金城梨紗子（旧姓：川井、『リオ五輪（2016）』63kg級金メダル、『東京五輪（2020）』57kg級金メダル）：津幡町
- 恒村友香子（旧姓：川井、『東京五輪（2020）』62kg級金メダル）：津幡町

#### 空手
- 浜井識安（国際空手道連盟 極真会館浜井派会長）：七尾市
- 増田章（NPO法人国際武道人育英会理事長、IBMA極真会館増田道場主席師範）：金沢市
- 森善十朗（極真空手世界ウェイト制中量級2連覇　極真会館東京城西下北沢・町田支部　支部長）：七尾市

#### 柔道
- 下出善紀：内灘町
- 鳥居智男：金沢市
- 金丸雄介（『北京五輪（2008）』出場）：白山市（旧鶴来町）
- 森下純平：白山市（旧鶴来町）
- 宮川拓美：白山市（旧鶴来町）
- 松本薫（『ロンドン五輪（2012）』金メダル）：金沢市

### 水泳・飛び込み・アーティスティックスイミング

#### 水泳
- 山中毅（メルボルン、ローマ、東京と三度のオリンピックで銀メダル4個受賞、アジア大会東京大会で2冠）：輪島市
- 大崎剛彦（『ローマ五輪（1960）』個人銀メダル・団体銅メダル）：輪島市
- 青山綾里（1998年世界選手権女子100mバタフライ銀メダル、現：産経新聞記者）：金沢市
- 小堀勇氣（リオ五輪800mフリーリレー銅メダリスト）：能美市

#### 飛び込み
- 金戸俊介
- 浅田雅子（『ソウル五輪（1988）』出場）：能美市（旧寺井町）
- 中川真依（『北京五輪（2008）・ロンドン五輪（2012）』出場）：小松市
- 山下美沙子：能美市（旧寺井町）
- 馬淵良: (『メルボルン五輪（1956)・ローマ五輪（1960)』出場）：金沢市

### 陸上競技
- 日向栄次 （長距離）：小松市
- 木村泰子 （長距離）：加賀市 (旧山中町)
- 板倉美紀 （競歩）（『バルセロナ五輪（1992）』出場）：志賀町
- 池島大介 （競歩）（『アトランタ五輪（1996）・シドニー五輪（2000）』出場）：
- 鈴木雄介 （競歩）（『ロンドン五輪（2012）』出場）：能美市
- 大島鎌吉 （三段跳び）（『ロサンゼルス五輪（1932）』銅メダル）：金沢市
- 大森重宜 （ハードル）（『ロサンゼルス五輪（1984）』出場）（陸上競技日本代表コーチ）：七尾市
- 杉林孝法 （三段跳び）（『シドニー（2000）、アテネ五輪（2004）』連続出場）：金沢市
- 広橋百合子 （走高跳）（『ロサンゼルス五輪（1932）』出場）：宝達志水町（旧北荘村）[3]
- 五島莉乃 （長距離）（『パリ五輪（2024）』出場）
- 清水空跳（短距離）：金沢市

### ゴルフ
- 川岸良兼：小松市

### テニス
- 神和住純：中能登町（旧鹿島町)
- 松本武雄：鳳珠郡

### 体操
- 加藤宏子（『東京五輪（1964）』体操女子団体銅メダリスト）：

### トランポリン
- 中田大輔（『シドニー五輪（2000）』出場）：白山市
- 半田玲子：金沢市
- 古章子（『シドニー五輪（2000）』6位入賞）：金沢市
- 岸彩乃（『ロンドン五輪（2012）』出場）：小松市
- 中野蘭菜（『リオ五輪（2016）』）：金沢市

### バドミントン
- 銭谷欽治：加賀市
- 舛田圭太（『シドニー五輪（2000）・アテネ五輪（2004）・北京五輪（2008）』出場）：金沢市
- 三谷美菜津
- 坂井一将:金沢市

### ソフトボール
- 松本直美（『シドニー五輪（2000）』日本代表・銀メダル）：金沢市

### 卓球
- 松平賢二：七尾市
- 松平健太：七尾市

### ボート競技
- 中野紘志：金沢市
- 松下桃太郎

### 競艇
- 今垣光太郎：小松市
- 今垣武志：小松市
- 石田政吾：野々市市（旧石川郡野々市町）
- 橋爪由紀：白山市
- 横西奏恵:白山市
- 下出卓矢:加賀市

### 自転車競技
- 辻昌憲（『東京五輪（1964）』出場、日本航空123便墜落事故の犠牲者）：
- 大門宏（『バルセロナ五輪（1992）』出場）：

#### 競輪選手
- 小嶋敬二（『バルセロナ五輪（1992）』）出場：金沢市
- 北野武史：金沢市
- 北野良栄（元プロ野球選手）：金沢市
- 坂上忠克：内灘町
- 坂上樹大：内灘町
- 道上明

### 競馬
- 角居勝彦（JRA元調教師）：金沢市

### その他のスポーツ選手
- 東俊介（ハンドボール）：金沢市
- 田中翔太郎（スピードスケート）：金沢市
- 中山友貴（レーシングドライバー）
- 田嶋伸博（レーシングドライバー）：小松市
- 坂井宏朱（オートレース女子選手）：金沢市
- 小口貴子（スケルトン選手、2018年平昌オリンピック日本代表）：輪島市
- イゴール・フラガ（レーシングドライバー）：金沢市（国籍はブラジル）

## その他

### 紀尾井坂の変（大久保利通暗殺事件）
- 島田一郎：加賀藩
- 長連豪：加賀藩
- 杉本乙菊：加賀藩
- 脇田巧一：加賀藩
- 杉村文一：加賀藩

### アダルトタレント
- 秋山まり子
- 神代しずく
- 桜木陽子
- 庄司みゆき
- 白石さゆり
- 長谷川あゆみ
- 北条麻妃
- 松井里穂
- 松嶋友里恵
- 南佳也（AV男優）

### その他の人物
- 端野いせ（『岸壁の母』のモデル）：志賀町
- 久田佐助（船長）：能登町
- 寺越武志（北朝鮮拉致事件）：志賀町

## 石川県ゆかりの人物

### 在住経験

#### 政治家・官僚
- 中西陽一（官僚・政治家、石川県知事（公選制三代知事））：京都府出身
- 谷本正憲（官僚・政治家、石川県知事（公選制四代知事））：兵庫県出身
- 馳浩（プロレスラー・政治家、石川県知事（公選制第五代知事））：富山県出身、金沢市育ち。
- 亀田得治（政治家・弁護士）： 北海道出身、金沢市育ち。旧制第四高等学校卒業。
- 佐藤正俊（官僚・政治家）：福島県出身、旧制第四高等学校卒業。
- 小林孝平（官僚・政治家）：新潟県出身、旧制第四高等学校卒業。
- 正力松太郎（政治家・実業家）：富山県出身、旧制第四高等学校卒業。
- 井上清一（官僚・政治家）：富山県出身、旧制第四高等学校卒業。
- 片岡清一（政治家）：富山県出身、旧制第四高等学校卒業。
- 山田久就（官僚・政治家）：富山県出身、旧制第四高等学校卒業。
- 栗田幸雄（政治家）：福井県出身、旧制第四高等学校卒業。
- 高橋衛（官僚・政治家）：福井県出身、旧制第四高等学校卒業。
- 玉置一徳（政治家・実業家）：京都府出身、旧制第四高等学校卒業。
- 仲谷義明（政治家）：愛知県出身、旧制第四高等学校卒業。
- 手島栄（政治家）：鳥取県出身、旧制第四高等学校卒業。
- 安倍寛（政治家）：山口県出身、旧制第四高等学校卒業。
- 三宅徳三郎（政治家・医師）：香川県出身、旧制第四高等学校卒業。
- 成田知巳（政治家）：香川県出身、旧制第四高等学校卒業。
- 太田耕造（政治家・弁護士・実業家・教育者）：香川県出身、旧制第四高等学校卒業。
- 平山佐知子（政治家）：静岡県出身、金沢高等学校卒業。
- 原口忠次郎（官僚・政治家）：佐賀県出身、旧制第四高等学校卒業。
- 孫崎享（外交官）：満州出身、父親の出身地である小松市に引き揚げ、高校まで石川県で過ごす。

#### 文化人
- 高峰譲吉（帝国学士院会員・化学者）：富山県生まれ、幼生期に金沢に転居。
- 堀田善衛（作家）：富山県出身、旧制金沢二中卒業。
- 谷甲州（作家）：兵庫県出身、小松市在住。
- 五木寛之（作家）：福岡県出身、金沢市在住。
- 嶋田うれ葉 (脚本家) : 東京都出身、加賀市育ち。
- 硲伊之助（画家）：東京市出身、晩年加賀市在住。
- 大西巷一（漫画家）：北海道出身、金沢市在住。
- 高松美咲（漫画家）：富山県出身、母方の実家が珠洲市。
- 東村アキコ（漫画家）：宮崎県出身、金沢美術工芸大学卒業。
- 山上たつひこ（漫画家）： 徳島県出身、金沢市在住。
- わかつきめぐみ（漫画家）：新潟県出身、金沢市育ち。
- 坂田靖子（漫画家）： 大阪府出身、金沢市在住。
- 細田守(映画監督) : 富山県出身、金沢美術工芸大学卒業
- いもとようこ(絵本作家) : 兵庫県出身、金沢美術工芸大学卒業
- 海老名香葉子（エッセイスト）：東京市出身、1945年の終戦前後の半年間鳳珠郡穴水町に疎開。
- フランソワーズ・モレシャン（エッセイスト）：フランス出身、金沢市在住。
- 加藤楸邨（俳人）：東京都出身、金沢第一中学校卒、松任町立松任小学校勤務。
- 沢木欣一（俳人）：富山県出身、旧制四高卒、金沢で俳誌「風」を創刊。
- 細見綾子（俳人）：兵庫県出身、夫の沢木欣一とともに金沢市に居住。

#### 放送関係
- 草野満代（フリーアナウンサー・元NHKアナウンサー）：岐阜県出身、初任地がNHK金沢放送局。
- 出山知樹（NHKアナウンサー）：兵庫県出身、金沢大学卒業。
- 二見和男（NHKアナウンサー）：神奈川県出身、数回のNHK金沢放送局勤務を経て、定年退職後も嘱託職→シニアスタッフとしてNHK金沢放送局に勤務。金沢市在住。
- 河内孝博（フリーアナウンサー・声優）：富山県出身、元北陸放送アナウンサー。
- 酒井千佳（フリーアナウンサー・気象予報士）：兵庫県出身、元北陸放送アナウンサー。
- 須田健太郎（福岡放送アナウンサー）：秋田県生まれ、元北陸放送アナウンサー。
- 土井悠平（フリーアナウンサー）：大阪府出身、元北陸放送アナウンサー。
- 水野真里子（フリーアナウンサー）：埼玉県出身、元北陸放送アナウンサー。
- 財目かおり（フリーアナウンサー・気象予報士）：富山県出身、金沢大学卒業、元北陸放送アナウンサー。
- 近藤淳子（フリーアナウンサー）：愛媛県出身、元北陸放送アナウンサー。
- 室照美（フリーアナウンサー・元文化放送アナウンサー）：東京都出身、元北陸放送アナウンサー。
- 竹内次也（仙台放送特別顧問）：京都府出身、フジテレビの常務時代に石川テレビ放送の取締役を務めた。
- 薄田ジュリア（フリーアナウンサー）：兵庫県出身、元石川テレビ放送アナウンサー。
- 小野木梨衣（フリーアナウンサー）：愛知県出身、元石川テレビ放送アナウンサー。
- 小坂知里（フリーアナウンサー・元NHK徳島放送局契約キャスター）：愛知県出身、元石川テレビ放送アナウンサー。
- 瀧口俊介（アール・エフ・ラジオ日本アナウンサー）：東京都出身、元石川テレビ放送アナウンサー。
- 弘松優衣（フリーアナウンサー）：大阪府出身、元石川テレビ放送アナウンサー。
- 今井友理恵（フリーアナウンサー）：岩手県出身、元石川テレビ放送アナウンサー。
- 飯塚敏文（信越放送アナウンサー）：長野県出身、元北陸朝日放送アナウンサー。
- 鈴木麻夏（フリーアナウンサー）：東京都出身、元テレビ金沢アナウンサー。
- 戸丸彰子（フリーアナウンサー）:群馬県出身、元テレビ金沢アナウンサー。テレビ金沢退社後も同局の番組や金沢市内での朗読イベントに定期出演。
- 北條愁子（フリーアナウンサー）:岩手県出身、元テレビ金沢アナウンサー。
- 馬場ももこ（フリーアナウンサー）:新潟県出身、元テレビ金沢アナウンサー。テレビ金沢退社後も同局及び北陸放送の番組に出演。
- 佐竹美希（BSよしもとアナウンサー）：富山県出身、元テレビ金沢アナウンサー。
- 坐間妙子（フリーアナウンサー、気象予報士）：群馬県出身、元北陸放送アナウンサー。
- 赤間有華（BSよしもとアナウンサー）：宮城県出身、元北陸放送アナウンサー。
- 加藤愛（フリーアナウンサー）：岐阜県出身、元石川テレビアナウンサー。
- 久能靖（元日本テレビアナウンサー、報道記者）：千葉県出身、テレビ金沢のワイド番組に出演していた。
- 倉持隆夫（元日本テレビアナウンサー）:東京都出身、1995年から読売新聞北陸支社金沢総局に出向し、テレビ金沢のワイド番組に出演していた。
- 福留功男（元日本テレビアナウンサー）：高知県出身、1990年に輪島市まで行って、当時出演していたズームイン!!朝!を同市から放送していた。
- 小西あゆ香（びわ湖放送社員）：滋賀県出身、金沢大学卒業。
- 東海佳奈子（福井放送アナウンサー）：富山県出身、金沢大学卒業。
- 内藤啓史（NHKアナウンサー）：岡山県出身、初任地が金沢局。
- 中尾晃一郎（NHKアナウンサー）：岐阜県出身、初任地が金沢局。
- 岩槻里子（NHKアナウンサー）：名古屋市出身、初任地が金沢局。
- 千野秀和（NHKアナウンサー）：東京都出身、初任地が金沢局。
- 向井一弘 (NHKアナウンサー）：愛知県出身、初任地がが金沢局。
- 橋本奈穂子（NHKアナウンサー）：滋賀県出身、初任地が金沢局。
- 金城均（NHKアナウンサー）：神奈川県出身、初任地が金沢局。
- 片山千恵子（NHKアナウンサー）：神奈川県出身、初任地が金沢局。
- 神戸和貴（NHKアナウンサー）：愛知県出身、初任地が金沢局。
- 大河内惇（NHKアナウンサー）：東京都出身、初任地が金沢局。
- 法性亮太（NHKアナウンサー）：東京都出身、初任地が金沢局。
- 山内泉（NHKアナウンサー）：愛知県生まれ、初任地が金沢局。
- 藤井恒久（日本テレビアナウンサー）：仙台市生まれ、父親の仕事の都合で小学校時代の一時期金沢市に在住。
- 三浦ちあき（フリーアナウンサー・和歌山放送リポーター）：富山県出身、エフエム石川でのパーソナリティ歴あり。

#### 芸能人
- 名高達男（俳優）：京都府出身、金沢工業大学卒業。
- いしだ壱成（俳優）：東京都出身、白山市在住。
- 高橋健一（お笑い芸人、元キングオブコメディ）：東京都育ち、輪島市生まれ。
- 寒雲（歌手）：台湾出身、白山市在住。
- 鼻毛の森（シンガーソングライター）：富山県出身、金沢市在住。
- 加藤裕（ラジオパーソナリティ）：神奈川県出身、金沢市在住。
- 渡辺美里（歌手）：京都府生まれ、父親の仕事の都合で中学時代の一時期小松市に在住。
- 島津悦子（歌手）：鹿児島県出身、金沢市在住。
- 金廣真悟（ミュージシャン、グッドモーニングアメリカ）：宮崎県生まれ、父親の仕事の都合で中学時代の一時期小松市に在住[4]。

#### スポーツ選手
- 荒張裕司（野球選手）：大阪府出身、日本航空高等学校石川卒業。
- 小島達也（野球選手）：大阪府出身、遊学館高等学校卒業。
- 鈴木将光（野球選手）：富山県出身、遊学館高等学校卒業。
- 高須洋介（野球選手）：佐賀県出身、愛知県名古屋市から中学3年のときに金沢市に転居。金沢高等学校卒業。
- 湯上谷竑志（野球選手）：富山県出身、星稜高等学校卒業。
- 鈴木望（野球選手）:東京都出身、星稜高等学校卒業。
- 森山恵佑（野球選手):富山県出身、星稜高等学校卒業。
- 内山壮真（野球選手）:富山県出身、星稜高等学校卒業。
- 山本大明（野球選手）：大阪府出身、藤花学園尾山台高等学校卒業。
- 松田翔太（野球選手）：大阪府出身、金沢学院東高等学校卒業。
- 本田圭佑（サッカー選手）：大阪府出身、星稜高等学校卒業。
- 坂井寛子（ソフトボール選手）：福井県出身、金沢高等学校卒業。
- 玉乃島新（力士）：福島県出身、金沢市立工業高等学校卒業。
- 豊山亮太（力士）：新潟県出身、金沢学院東高等学校卒業。
- 大翔丸翔伍（力士）：大阪府出身、金沢学院東高等学校卒業。

### 血縁
- 中川一政（画家）：東京府生まれ、母親が白山市（旧松任市）在住。
- 夏野剛（実業家）：神奈川県出身、両親が金沢市出身。
- 辰巳琢郎（俳優）：大阪府出身、両親が石川県生まれ。
- 仲村トオル（俳優）：千葉県出身、父親が石川県出身。
- 的場浩司（俳優）：埼玉県出身、父親が石川県出身。
- 石田太郎（俳優、声優）：京都府出身、父親が石川県出身、乗敬寺（金沢市）住職。
- 瀬戸麻沙美（声優）：埼玉県出身、祖父及び父親が石川県出身。
- 瀬戸大也（水泳選手）：埼玉県出身、曾祖父及び祖父が石川県出身。
- 大東めぐみ（タレント）：愛知県出身、母親が羽咋郡志賀町稗造出身。
- bird（歌手）：京都府出身、母親が石川県出身。
- 氷室京介（歌手）：群馬県出身、母親が羽咋市出身。
- 一青窈（歌手）：東京都出身、母親が石川県出身。
- 一青妙（作家、女優）：台湾出身、母親が石川県出身。
- 樫野有香（歌手、Perfume）：広島県出身、出生地が石川県。父方の祖母は金沢市在住。
- 山本薩夫（映画監督）：鹿児島県出身だが本籍は石川県。父親が石川県出身。
- 宮川大輔（お笑い芸人）：滋賀県出身。祖父が金沢市出身。
- 野際陽子（女優）：富山県出身。母親が津幡町出身。
- 野村萬斎（能楽師）：東京都出身。野村万蔵家が加賀藩のお抱え狂言師。
- 堂上剛裕・堂上直倫（プロ野球選手）：愛知県出身、父親の堂上照が輪島市出身。
- 直江大輔（プロ野球選手）：長野県出身、父親が金沢市出身。
- 田中眞紀子（越後交通取締役会長、元政治家）：東京都出身、夫の田中直紀が金沢市出身。
- 鈴木崇大（タカアンドトシのボケ）：北海道札幌市出身。母方のルーツが白山市白峰（旧・能美郡白峰村）
- 能村登四郎（俳人）：東京都出身、父親が石川県出身。
- 松谷みよ子（作家）：東京都出身、父の松谷與二郎が金沢市出身。
- 谷口吉生 (建築家) ： 父親の谷口吉郎が金沢市生まれ。
- 石浦将勝 (大相撲力士) : 鳥取県出身、父親の石浦外喜義が能美市生まれ。
- 蛍原徹（お笑い芸人、雨上がり決死隊）：大阪府出身、父が珠洲市出身。
- 速水もこみち（俳優、タレント）：東京都出身、父方の祖父がかほく市 （旧河北郡七塚町）出身。
- なかにし礼 (作詞家、作家) : 旧満州 (現中華人民共和国黒竜江省牡丹江市)出身、父親が小松市 (旧能美郡粟津村)、母親が珠洲市出身。
- 本田仁美（AKB48）：栃木県出身、父が石川県出身。
- 川岸史果（プロゴルファー）：神奈川県横浜市出身、父親の川岸良兼が小松市出身。
- 山下美夢有（プロゴルファー）：大阪府出身、母が七尾市出身。

## 架空の人物
- 保坂美由紀（『センチメンタルグラフティ』金沢市出身）
- 泉かなた（『らき☆すた』主人公・泉こなたの母/作中では故人）
- 泉そうじろう（『らき☆すた』主人公・泉こなたの父）
- 石川小姫（『もえちり!』シリーズの擬人化キャラ）
- 真山巧（『ハチミツとクローバー』）
- 半沢直樹(『半沢直樹シリーズ』金沢市出身）
- 原田美世（『アイドルマスター シンデレラガールズ』）
- 大沼くるみ（『アイドルマスター シンデレラガールズ』）
- 真鍋いつき（『アイドルマスター シンデレラガールズ』）
- 白石紬（『アイドルマスター ミリオンライブ!』金沢市出身）
- 山下次郎（『アイドルマスター SideM』）
- 若里春名（『アイドルマスター SideM』）
- 雛鶴あい（『りゅうおうのおしごと!』七尾市出身）
- 大門山ツラヌキ（『新幹線変形ロボ シンカリオン』金沢市出身）
- 津村→紺谷希（NHK連続テレビ小説『まれ』輪島市出身）
- 犬鷲由里（『魔法少女大戦』）
- 天野めぐみ(『天野めぐみはスキだらけ!』/主人公)
- 進藤学(『天野めぐみはスキだらけ!』/主人公・天野めぐみの幼馴染み)
- 岩倉美津未（『スキップとローファー』/主人公）
- 遠山文乃（『スキップとローファー』/主人公・岩倉美津未の幼馴染み）